# Tisagenlecleucel
Le tisagenlecleucel, commercialisé sous le nom de marque Kymriah, est un traitement de la leucémie lymphoblastique aiguë à cellules B (LAL) qui utilise les propres lymphocytes T de l'organisme pour lutter contre les cellules B malignes, après modification génétique de ces cellules T ex vivo.

## Principe
Les lymphocytes T d'une personne atteinte d'une prolifération cellulaire maligne sont prélevées par leucaphérèse, puis génétiquement modifiés, pour fabriquer un récepteur à la surface des lymphocytes T, associant des composants d'un récepteur de cellule T et d'un anticorps spécifique à une protéine de la cellule cancéreuse, pour exprimer un récepteur antigénique chimérique de cellule T (CAR-T) reconnaissant et ciblant la protéine CD19 présente sur les cellules B malignes. Les cellules CAR-T anti-CD19 ainsi obtenues sont réinjectées (transfert adoptif de cellules), se multiplient et s’activent in vivo après leur liaison aux cellules cibles exprimant la protéine CD19, induisant l'apoptose (ou mort cellulaire programmée) de ces cellules B malignes.
Ce traitement a été inventé et initialement développé à l'Université de Pennsylvanie ; Novartis en a terminé le développement, obtenu l'approbation de la Food and Drug Administration (FDA) et commercialisé le traitement. En août 2017, il est devenu aux États-Unis le premier traitement incluant une étape de thérapie génique approuvé par la Food and Drug Administration.

## Utilisations médicales
Le tisagenlecleucel est indiqué pour le traitement des patients de moins de 25 ans atteints d'une leucémie lymphoblastique aiguë (LAL) à cellules B réfractaire aux traitements habituels ou en cours de rechute. Une autre indication est le traitement d'adultes atteints d'un lymphome diffus à grandes cellules B (LDGC-B) récidivant ou réfractaire après au moins deux lignes de traitement systémique, incluant les lymphomes diffus à grandes cellules B sans autre spécification, les lymphomes à cellules B de haut grade et les LDGC-B résultant d'un lymphome folliculaire,.

## Effets indésirables
Des effets secondaires graves surviennent chez la plupart des patients. 
Un des plus courants est le syndrome de libération de cytokines (SRC),. Il s'agit d'une affection potentiellement mortelle qui peut provoquer de la fièvre, des vomissements, un essoufflement, des douleurs avec chute grave de la pression artérielle (collapsus) et une diminution des plaquettes (éléments figurés du sang qui interviennent dans la première phase de la coagulation), de l'hémoglobine (protéine présente dans les globules rouges qui transporte l'oxygène) ou des globules blancs, notamment des polynucléaires neutrophiles et des lymphocytes. Il est fréquemment réversible sous traitement. Des troubles neurologiques à type d'encéphalopathies sont également possibles,.
Chez les patients atteints de lymphome diffus à grandes cellules B (LDGC-B) des infections graves peuvent survenir également.

## Histoire
Le traitement a été développé par Dario Campana au St. Jude Children's Research Hospital et transféré à un groupe dirigé par Carl H. June à l'Université de Pennsylvanie, qui n'a pas respecté les termes d'une convention ouverte MTA avec l'hôpital St. Jude, propriétaire des droits. À l'issue d'un procès, Novartis a été autorisé à développer et commercialiser le produit moyennant le versement de 12 millions de dollars à la société Juno Therapeutics (en),.
En avril 2017, le tisagenlecleucel a été désigné comme un traitement révolutionnaire par la Food and Drug Administration (FDA) des États-Unis pour le traitement du lymphome diffus à grandes cellules B récidivant ou réfractaire.
En juillet 2017, un comité consultatif de la FDA a recommandé à l'unanimité de l'approuver pour le traitement des leucémies lymphoblastiques aiguë à cellules B qui ne répondaient pas de manière adéquate aux autres traitements ou qui avaient rechuté,,. Et en août 2017, la FDA a approuvé l'utilisation de tisagenlecleucel chez les personnes atteintes de leucémie lymphoblastique aiguë. Selon Novartis, le traitement devra être administré dans des centres médicaux spécifiques, avec un personnel spécifiquement formé pour gérer les réactions possibles à ce nouveau type de traitement.
En mai 2018, la FDA a en outre approuvé tisagenlecleucel pour le traitement des adultes atteints de lymphome diffus à grandes cellules B récidivant ou réfractaire (LDGC-B),, sur la base des résultats de l'essai de phase II JULIET.
En Angleterre, le NHS a approuvé en décembre 2018 la procédure pour traiter les enfants atteints de leucémie lymphoblastique aiguë (LAL) si les traitements antérieurs, y compris les greffes de cellules souches, ont échoué, et estime que le traitement devrait s'appliquer pour 15 à 20 enfants en un an. Il a fait l'objet d'une étude clinique de phase II pour la leucémie lymphoblastique aiguë à cellules B réfractaire ou récidivante.
Le médicament a été également autorisé par le NHS pour traiter les adultes atteints de lymphome diffus à grandes cellules B.

## Mise en œuvre
Dans un processus de 22 jours, le traitement est adapté à chaque personne. Les cellules T sont purifiées à partir du sang prélevé sur la personne, et ces cellules sont ensuite modifiées par un virus qui insère un gène dans le génome des cellules. Le gène code un récepteur d'antigène chimérique (CAR) qui cible les cellules leucémiques. Il utilise le domaine co-stimulateur 4-1BB dans son CAR pour améliorer la réponse.
Le fait d'avoir à modifier des cellules T pour créer le traitement personnalisé a été un goulot d'étranglement majeur dans l'amélioration de la disponibilité du traitement, obligeant  à transporter les cellules T extraites en Europe vers les États-Unis pour les modifier, avant de les réacheminer vers l'Europe. Novartis a agrandi une installation en France et construit une nouvelle installation à Stein, en Suisse, pour soulager ce goulot d'étranglement à partir de 2020. Novartis utilise la société Cryoport Inc. pour le transport à température contrôlée nécessaire à la fabrication et à la distribution de Kymriah,.
L'extension d'indication au lymphome malin non hodgkinien (LMNH) à lymphocytes B agressifs, en troisième ligne, n'a pas été validé par l'étude clinique Belinda (étude randomisée  contre traitement standard)  .